# Чирков, Александр Павлович
Алекса́ндр Па́влович Чирко́в (1928 год, село Починовка — 1976 год) — тракторист совхоза «Пресногорьковский» Демьяновского района Кустанайской области, Казахская ССР. Герой Социалистического Труда (1966).

## Биография
Родился в 1928 году в крестьянской семье в селе Починовка (ликвидировано в 2014 году; входит в состав Петропавловского сельского округа Узункольского района).
Трудился трактористом в совхозе «Пресногорьковский» Демьяновского района.
Участвовал в освоении целинных и залежных земель в Демьяновском районе Кустанайской области. Досрочно выполнил производственные задания семилетки (1959—1966) и свои личные социалистические обязательства. Указом Президиума Верховного Совета СССР от 23 июня 1966 года удостоен звания Героя Социалистического Труда с вручением ордена Ленина и золотой медали «Серп и Молот».
Скончался в 1976 году.